# Gia Kavtaradze
Pour l’article homonyme, voir Marija Kavtaradze.
 (novembre 2016).
Gia Kavtaradze (né en 1970 à Tbilissi, Géorgie) est un homme politique géorgien, nommé ministre de la Justice en décembre 2005.